# 厄兹坎·约尔甘哲奥卢
厄兹坎·约尔甘哲奥卢（土耳其語：Özkan Yorgancıoğlu，1954年8月1日—），土耳其裔塞浦路斯人政治人物，前任北賽普勒斯总理。